# Wspólnota administracyjna Schwendi
Wspólnota administracyjna Schwendi – wspólnota administracyjna (niem. Vereinbarte Verwaltungsgemeinschaft) w Niemczech, w kraju związkowym Badenia-Wirtembergia, w rejencji Tybinga, w regionie Donau-Iller, w powiecie Biberach. Siedziba wspólnoty znajduje się w miejscowości Schwendi.
Wspólnota administracyjna zrzesza dwie gminy wiejskie:
- Schwendi, 6226 mieszkańców, 49,23 km²
- Wain, 1539 mieszkańców, 20,14 km²